# Белолицая совка
Белолицая совка (лат. Ptilopsis leucotis) — вид птиц из семейства совиных (Strigidae).

## Описание
Данная птица — среднего размера с большими ушами из перьев, перьями на пальцах до половины их длины и зубчатыми когтями по бокам. Длина тела от 24 до 25 см, средний вес — 204 г. Как и у большинства сов, представители пола не различаются по цвету, но самки крупнее самцов.

## Распространение
Белолицая совка распространена во многих африканских странах от Сахары до экватора. Встречается в лесных участках и акациевых рощах, окруженных травяными и кустарниковыми саваннами. Видовой клич мелодичный, протяжный, похожий на звук флейты, но иногда издает звук, похожий на кошачье мяуканье.

## Питание
Белолицая совка преимущественно насекомоядна, дополнение к рациону служат мелкие птицы, рептилии и мелкие млекопитающие. Охотится из засады, камнем падая на добычу.

## Размножение
Эти совки устраивают гнёзда в брошенных гнёздах других птиц или дуплах деревьев, в некоторых случаях откладывают яйца прямо на земле. В кладке 2—4 блестящих белых яйца. Инкубация, начиная с момента, когда отложено первое яйцо, продолжается 30 дней. Насиживает яйца только самка, самец приносит ей пищу. Птенцы могут покидать гнездо и перебираться на соседние ветки уже в возрасте 4 недели. Несколькими днями позже они начинают летать, но родители продолжают подкармливать их на протяжении по крайней мере двух недель.

## Защита от хищников
Столкнувшись с хищником такого же размера (например, другая сова, немного крупнее её), птица взмахивает крыльями, чтобы казаться больше. Столкнувшись с чем-то намного большим, чем сама (например, с орлом), она втягивает перья внутрь, удлиняет тело и сужает глаза до тонких прорезей. Считается, что данный вид использует эту способность, чтобы маскироваться. Также имеет способность принимать «скрывающую позу», чтобы выглядеть как сломанная ветка дерева.